# Киренский, Леонид Васильевич
Леони́д Васи́льевич Кире́нский (25 марта [7 апреля] 1909, Амга, Якутская область, Иркутское генерал-губернаторство, Российская империя — 3 ноября 1969, Москва) — советский физик, организатор науки и образования. Доктор физико-математических наук. Академик АН СССР. Герой Социалистического Труда. Создатель красноярской физической школы и научной школы по физике магнитных полей.

## Биография
- 1909, 7 апреля — родился в селе Амга (Якутия) в семье «пашенного» крестьянина В. В. Киренского.
- 1915 — смерть отца, начало учёбы в Амгинской церковно-приходской школе.
- 1919 — переезд семьи в Якутск.
- 1927 — окончил среднюю школу в Якутске, начало трудовой деятельности учителем физики и математики в русской опытно показательной школе Якутска.
- 1928—1930 — работа учителем средней школы в Олёкминске Якутской АССР
- 1930—1931 — учитель школы в Якутске.
- 1931—1936 — студент физического факультета МГУ[3].
- 1937 — опубликована первая научная работа «Температурная зависимость кривой намагничивания».
- 1939 — защита кандидатской диссертации «Магнитокалоритмический эффект при вращении ферромагнитного кристалла в магнитном поле», МГУ.
- 1940 — направлен на работу в Красноярск, где стал заведующим кафедрой физики Красноярского педагогического института, а с 1942 одновременно стал руководить ещё и кафедрой физики во вновь образованном Красноярском медицинском институте[3].
- 1943 — организует магнитную лабораторию Красноярского педагогического института, вступает в ряды КПСС
- 1949—1969 — председатель Красноярского краевого комитета защиты мира.
- 1950 — защита докторской диссертации «Исследование энергетической структуры ферромагнетиков»
- 1953—1959 — депутат Красноярского краевого Совета народных депутатов.
- 1957 — организация Института физики в Красноярске[3].
- 1957 — избирается членом Красноярского городского комитета КПСС.
- 1960—1969 — депутат Верховного Совета СССР пятого, шестого, и седьмого созывов. Член комиссии по иностранным делам.
- 1960, июль — организация и проведение Первого Всесоюзного симпозиума по физике магнитных плёнок в Красноярске.
- 1961 — награждается орденом Трудового Красного Знамени за подготовку научных кадров.
- 1963 — избирается членом Красноярского краевого комитета КПСС. В том же году выступает инициатором открытия в Красноярске филиала Новосибирского государственного университета, где стал профессором[3].
- 1964 — избирается членом-корреспондентом АН СССР.
- 1966 — участвовал в работе XXIII съезда КПСС.
- 1966 — организация и проведение первого Всесоюзного симпозиума по сильным магнитным полям.
- 1968 — избирается действительным членом АН СССР.
- 1968 — организация и проведение Международного симпозиума по физике магнитных плёнок в Иркутске.
- 1969 — присвоение звания Героя Социалистического Труда.

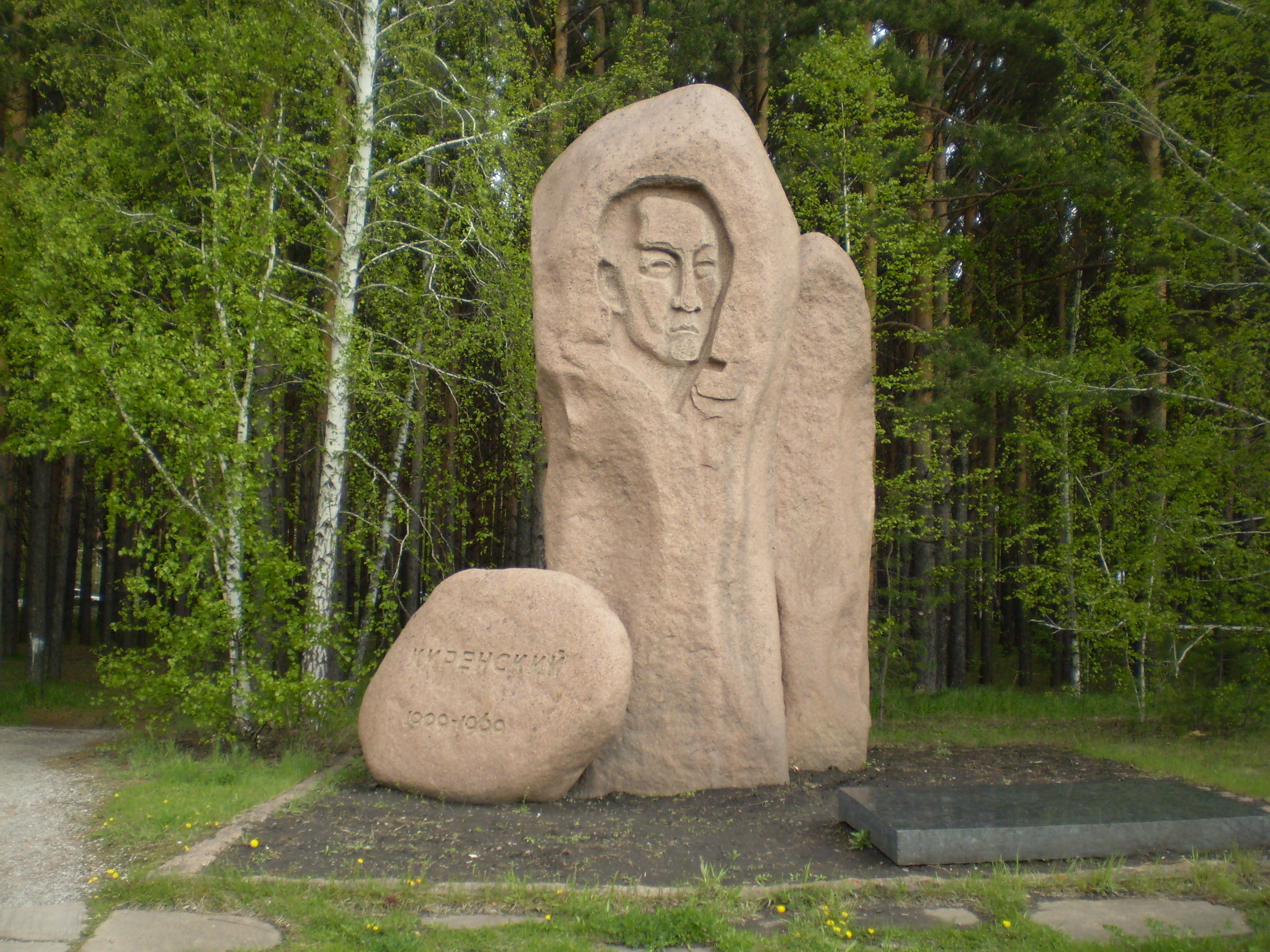
Могила Л. В. Киренского в Красноярском Академгородке

- 1969, 3 ноября — скончался в Москве. Похоронен в Красноярском Академгородке. На его могиле в 1974 году был установлен памятник, по форме напоминающий Красноярские «Столбы» (авторы Н. А. Силис, В. С. Лемпорт, Л. А. Соколов).

## Награды
- Орден Трудового Красного Знамени;
- Орден Ленина;
- Герой Социалистического Труда.

## Память

Мемориальная доска Л. В. Киренскому на здании факультета начальных классов КГПУ имени В. П. Астафьева

- Именем учёного названа улица в Красноярске.
- Имя Киренского носит Институт физики СО РАН в Красноярске; при институте создан мемориальный музей.
- Стипендия Красноярского края имени Киренского за достижения в области естественных наук.
- Имя Киренского носит Амгинский лицей в Амгинском районе Республики Саха (Якутия).
- Его именем названа улица в с. Амга.

## Основные труды
- Магнетизм / Л. В. Киренский ; Акад. наук СССР. — 2-е изд., перераб. и доп. — М., 1967. — 196 с. — (Научно-популярная серия).
- Температурный магнитный гистерезис ферромагнетиков и ферритов / Л. В. Киренский, А. И. Дрокин, Д. А. Лаптей ; Акад. наук СССР, Сиб. отд-ние. — Новосибирск, 1965. — 160 с.
- Ферромагнетизм и его применение. — М., 1957. — 104 с.
- Список трудов Л. В. Киренского // Проблемы магнетизма. — М., 1972. — С. 24—30 (117 назв.).
- Список трудов Л. В. Киренского // Леонид Васильевич Киренский (1909—1969) / Н. С. Чистяков, Р. П. Смолин ; Акад. наук СССР. — М., 1982. — С. 160—167 (119 назв.).